# Ольшанська Наталія Олександрівна
Наталія Олександрівна Ольшанська (нар. 1957) — українська радянська діячка, швачка-мотористка головного підприємства Ворошиловградського виробничого швейного об'єднання. Депутат Верховної Ради УРСР 10—11-го скликань.

## Біографія
Освіта середня спеціальна. Член ВЛКСМ.
З 1974 року — учениця швачки-мотористки, швачка-мотористка головного підприємства Ворошиловградського (Луганського) виробничого швейного об'єднання.
На пенсії — в місті Луганську.

## Нагороди
- ордени
- медалі